# Зейдланд
Зейдланд (нід. Zuidland) — село в нідерландській провінції Південна Голландія. Входить до муніципалітету Ніссевард. Його населення станом на 2022 рік складало 6094 осіб.
До 1980 року мало статус окремого муніципалітету.

## Галерея

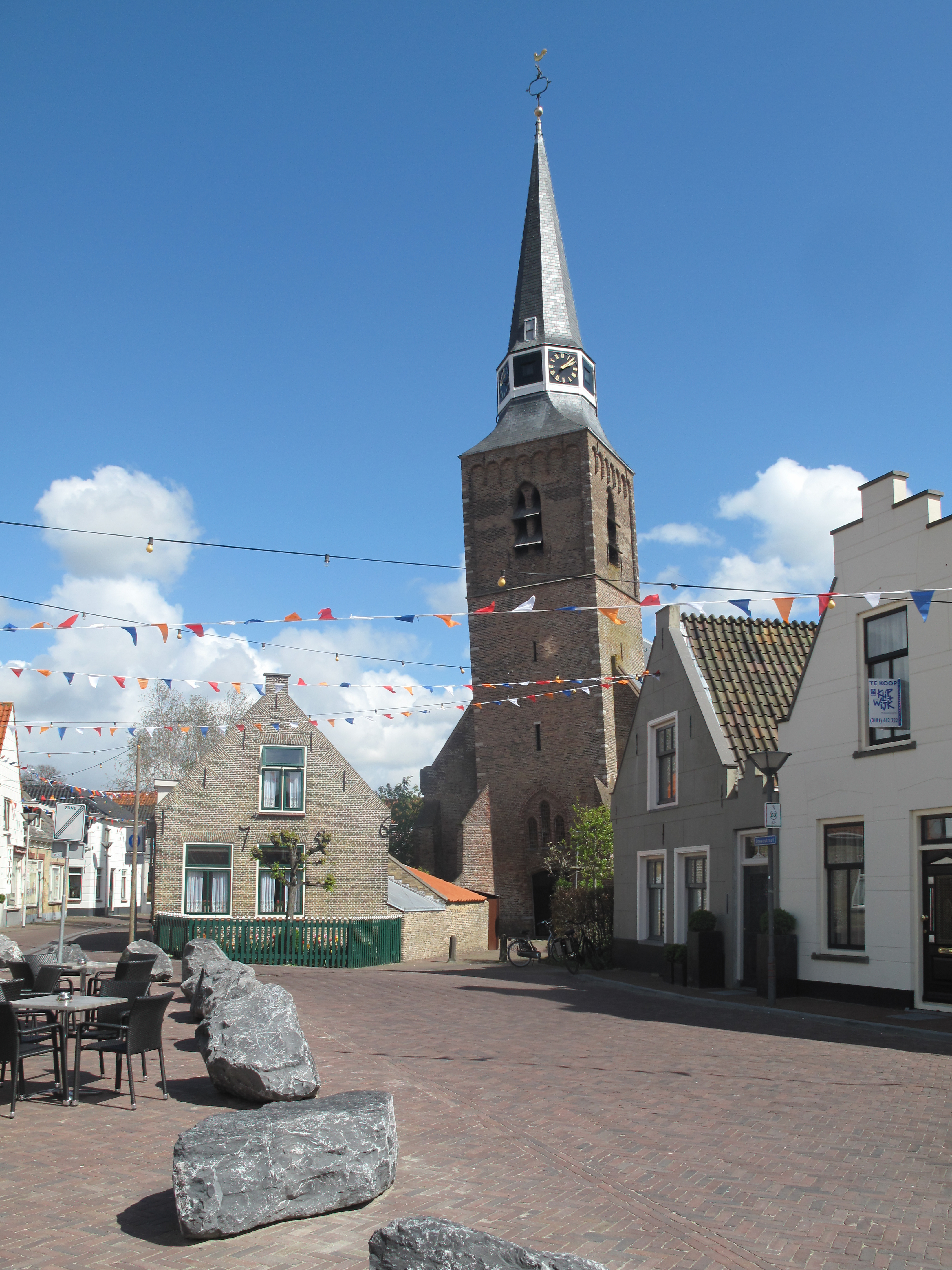
Церква в Зейдланді
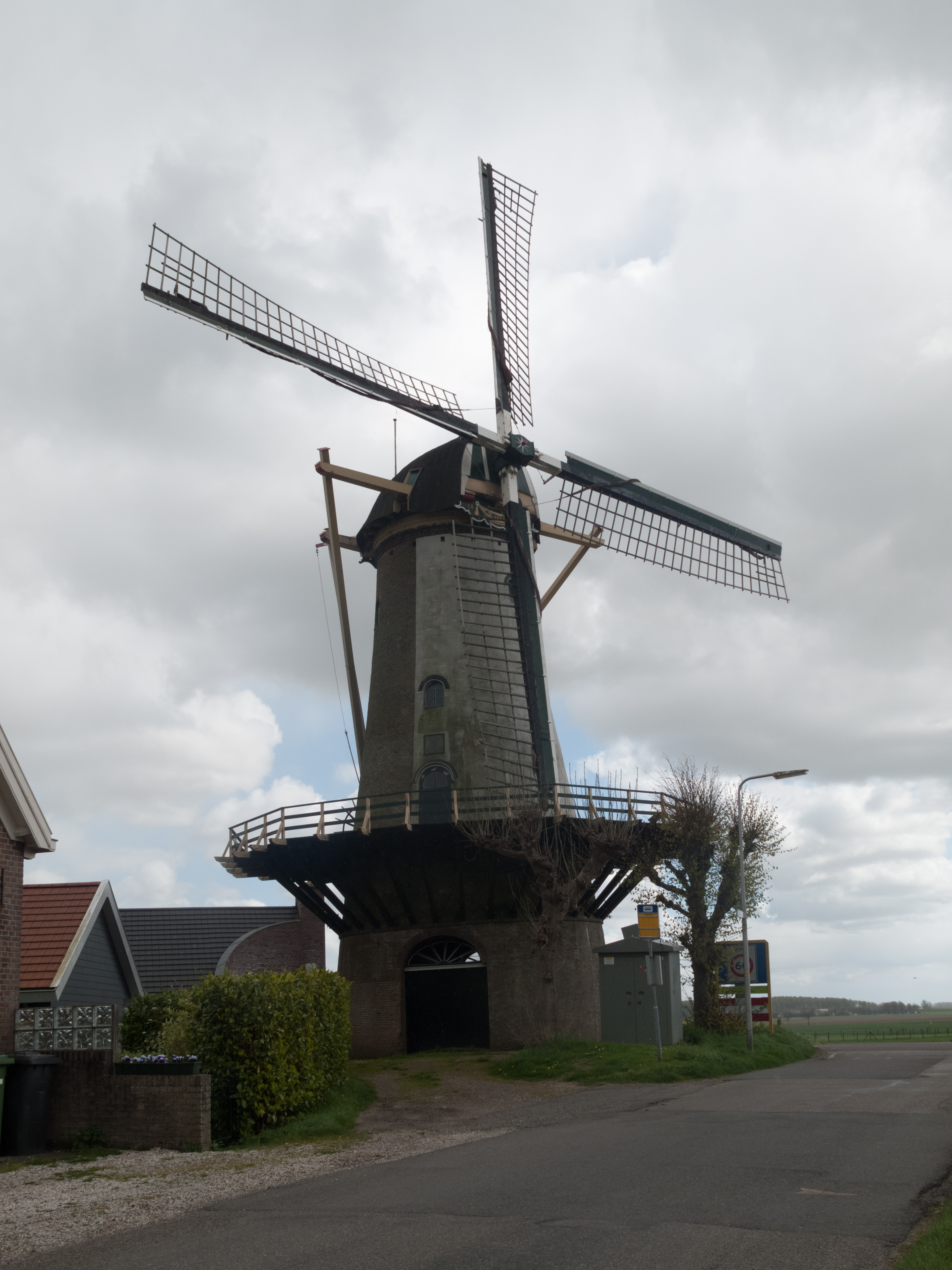
Вітряк de Arend
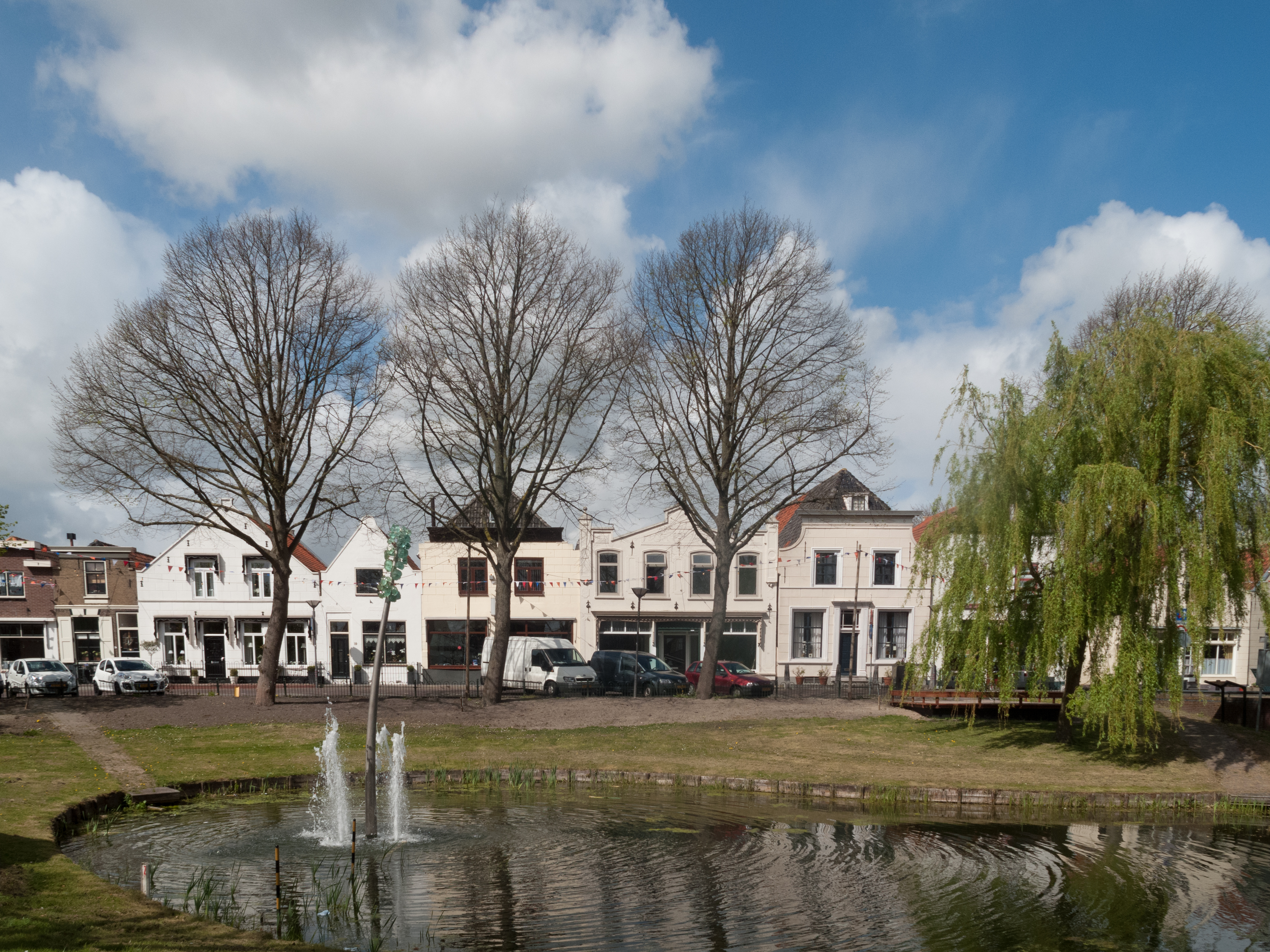
Вулична панорама Зейдланда